# Kovács Lajos (ügyvéd)
Kovács Lajos, született: Klein (Mohács, 1880. április 11. – 1944 után?) ügyvéd. 

## Életútja
Szülei Klein Móric és Kaufmann Amália. Klein családi nevét 1898-ban Kovácsra változtatta. Középiskoláit Baján és Nagyváradon végezte, jogot Nagyváradon, Budapesten és Kolozsvárott hallgatott. Ügyvédi oklevelének megszerzése után 1908-ban Balassagyarmaton telepedett le, ahol 1908. június 8-án házasságot kötött Székely Alojziával. Az első világháború elején, 1914-ben vonult be katonának, az orosz és olasz harctéren teljesített szolgálatot és fogságba esett. Az összeomláskor mint főhadnagy szerelt le, a kardokkal ellátott Signum Laudisszal tüntették ki. 
Nógrád vármegye tiszteletbeli tiszti főügyésze, az adófelszólamlási bizottság elnöke, a Balassagyarmati Ügyvédi Kamara elnökhelyettese, a Nógrád és Hont Vármegyei Mezőgazdasági Hitelszövetkezet igazgatósági tagja és ügyésze, a római katolikus egyházközség ügyésze, a vármegyei kaszinó választmányi tagja, a vármegyei törvényhatósági bizottság és a városi képviselőtestület tagja volt.
Fia Kovács Mihály (1910 k. – Balassagyarmat, 1944. október 16.) ügyvédjelölt.
Közgazdasági és jogi értekezései önálló kiadásokban jelentek meg. Cikke megjelent a Magyar Jogélet (1911) c. lapban.